# Projectionniste
Un projectionniste (ou opérateur projectionniste) est un technicien de l'exploitation cinématographique chargé des opérations de projection, généralement dans une salle de cinéma. Ses tâches sont la réception et l'envoi des films, la préparation, le montage, l'ingest et la projection. Il est placé sous l'autorité d'un directeur technique, d'un technicien de maintenance ou d'un chef d'équipe selon le type d'établissement. Il participe à la sécurité incendie de l'établissement. 
Les projectionnistes en France devaient obligatoirement être titulaires du CAP d'opérateur-projectionniste. Ce n'est plus le cas depuis 2014, le CAP ayant disparu depuis 2019. La convention collective du cinéma s'applique aux opérateurs travaillant dans des cinémas privés.
Le code du Répertoire opérationnel des métiers et des emplois correspondant est E1204.
Depuis l'arrivée du numérique dans les salles, ce métier tel que décrit ci-dessus serait en voie de disparition. Cela n'est pas tout à fait vrai. Que ce soit en numérique ou en argentique, l'opérateur projectionniste tient une place cruciale dans tout bon fonctionnement d'une salle de cinéma. Néanmoins, le métier a complètement changé avec le passage au numérique. En effet, si les missions sont les mêmes, la technique est différente, au point qu'un projectionniste n'ayant travaillé que sur support argentique ne peut en aucun cas travailler sur la projection numérique sans formation complémentaire. Aussi, de nombreux projectionnistes ont décidé de quitter leur fonction, estimant que ce virage technologique avait fait disparaître le métier qu'ils avaient connu jusqu'ici. À l'inverse, un projectionniste formé récemment au numérique ne peut pas assurer une séance sur un projecteur 35 mm.

## Dans la culture populaire
- Dans le film L'Opérateur de Buster Keaton (1928), Buster Keaton interprète un cadreur qui part à la chasse aux images d'actualités pour impressionner la secrétaire d'une rédaction.
- Dans le film Cinema Paradiso de Giuseppe Tornatore (1989), Philippe Noiret interprète Alfredo, projectionniste de la salle de cinéma paroissiale, le « Cinema Paradiso ».
- Dans le film Last Action Hero de John McTiernan (1993), Robert Prosky interprète Nick, un vieux projectionniste un peu illuminé de la salle de cinéma du quartier où vit Danny. Il est également l'ami de ce dernier.
- Dans le film La Cité de la peur, de Les Nuls (1994), on peut voir une succession de projectionnistes du fait qu'ils sont assassinés les uns après les autres.
- Dans le film Inglourious Basterds, de Quentin Tarantino (2009), la jeune femme juive Shosanna Dreyfus, tient un cinéma qu'elle fera brûler pendant une séance afin d'éliminer le Führer.

## Projectionnistes remarquables
- Émile Massicotte, Projectionniste à Montréal - Crédité d'avoir sauvé 30 enfants dans l'incendie du Laurier Palace de 9 janvier 1927 au cours duquel 78 autres furent tués.